# Lea Gottlieb
Lea Gottlieb, született Róth Lea Lenke (Sajószentpéter, 1918. szeptember 17. – Tel Aviv, 2012. november 17.) izraeli divattervező és üzletasszony. A második világháború után Magyarországról emigrált Izraelbe, és megalapította a Gottex vállalatot.

## Élete
Nagynénje nevelte szegényes körülmények között. Vegyészeti tanulmányokat szeretett volna folytatni, de a zsidótörvények ezt nem tették lehetővé számára. Férjét, Gottlieb Ármint a második világháború előtt nem sokkal ismerte meg, amikor a Gottlieb-család esőkabátgyárában dolgozott könyvelőként. Két leányuk született, Miriam és Judith. Magyarország német megszállása után férjét kényszermunkatáborba hurcolták. Ő először Sajószentpéteren, majd Budapesten bujkált a nácik elől lányaival. A nyilas ellenőrző pontokon rendszerint egy-egy virágcsokor mögé rejtették arcukat, hogy elkerüljék a deportálást Előfordult, hogy miután megláttak egy fegyveres nácit, egy ház mögötti gödörben rejtőztek el.
2012. november 12-én, kilencvennégy éves korában hunyt el Tel-Aviv-i otthonában.

## Divatkarrier

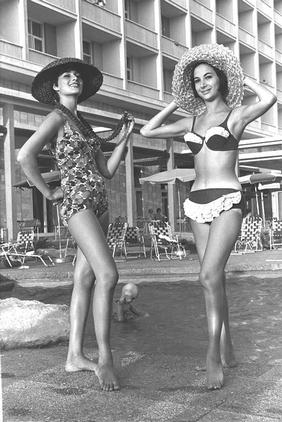
Gottex fürdőruhák, 1961

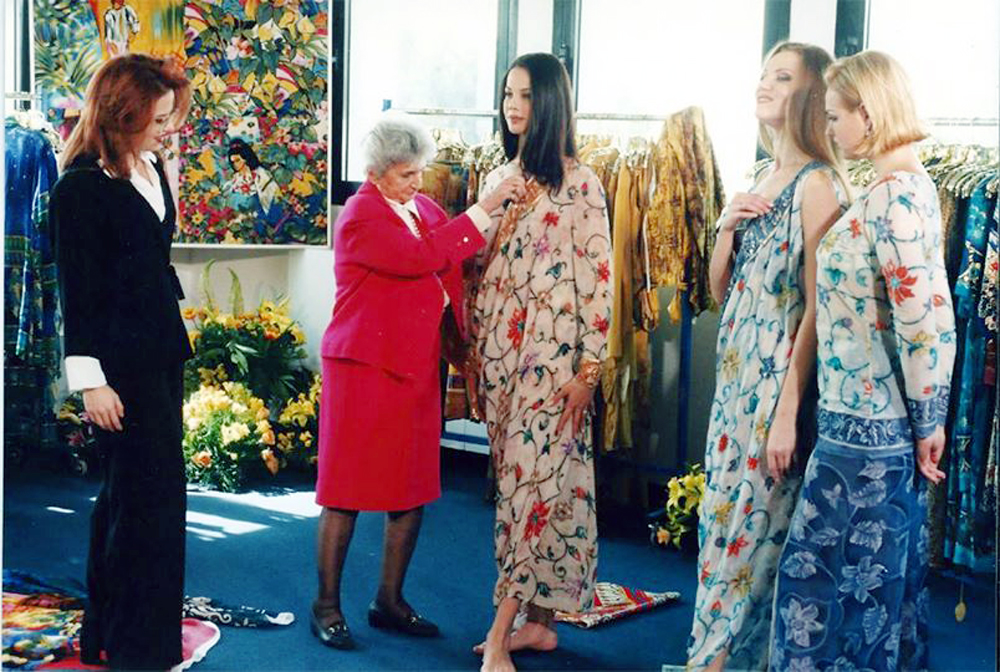
Lea Gottlieb modellekkel

Gottlieb és családja túlélte a háborút, és a felszabadulás után férjével esőkabátgyárat hoztak létre Csehszlovákiában. 1949-ben emigráltak az izraeli Haifába. Így emlékezett: "Semmivel, pénz nélkül jöttünk, nem tudtunk hol lakni. Az első két-három év nagyon-nagyon nehéz volt."
1949-ben, családjától és barátaitól kölcsönkért pénzből, férjével hasonló esőkabátgyárat nyitottak Tel-Aviv közelében. Miután hónapokig "nem láttak esőt, csak napsütést", rá kellett jönniük, hogy a száraz, mediterrán éghajlat nem kedvez vállalkozásuknak.
Ebből okulva 1956-ban megalapították a Gottex nevű, divatos strand- és fürdőruha kellékeket előállító céget, amely vezető exportőrré vált, és 80 országba szállított. A cég elnevezése a "Gottlieb" és a "textil" szavak kombinációjából származik.
Gottlieb mint varrónő azzal kezdte, hogy eladta jegygyűrűjét, hogy pénzhez jusson, amiből szövetet tudott vásárolni. Kölcsönkért egy varrógépet, és saját kezűleg kezdte varrni a fürdőruhákat Jaffa-i lakásukban. Férje volt felelős a könyvelésért és a kereskedelemért.
Ő volt a cég fő tervezője. A vállalkozás bővülésével kiegészítette a fürdőruha-kollekcióit különböző felsőkkel, tunikákkal, bő nadrágokkal, fűzőkkel és szoknyákkal. Kollekcióit gyakran jellemezték drámai és változatos minták, amelyeken virágok dominálták, és amelyekről úgy érezte, hogy megmentették az életét a náci megszállás alatt.
1973-ban, amikor kitört a jom kippuri háború, Gottlieb lemondott egy külföldi turnét, átvette az irányítást cégénél, és divatbemutatókat rendezett a frontvonalbeli katonák számára. 1984-re a Gottex 40 millió dolláros (mai árfolyamon 98 millió dolláros) árbevételt ért el, és a legnagyobb fürdőruha-exportőr volt az Egyesült Államokba, illetve uralta az izraeli fürdőruhagyártás piacának kétharmad részét. Ügyfeleik között megtalálható volt Diána walesi hercegné, Zsófia spanyol királyné, Elizabeth Taylor, Brooke Shields és Nancy Kissinger. 1991-ben a vállalat 60 millió dolláros forgalmának mintegy fele az Egyesült Államokban folyt.
Lev Leviev, az Africa–Israel Group tulajdonosa 1997-ben szerezte meg a Gottex-et. Körülbelül egy év után a tervezőcsapat élén álló Gottlieb elhagyta a céget. Miután lejárt a versenytilalmi megállapodás a Gottex-szel, 85 évesen új fürdőruha-tervező céget alapított, saját nevén.

## Fordítás
- Ez a szócikk részben vagy egészben  a   Lea Gottlieb című angol Wikipédia-szócikk ezen változatának fordításán alapul.  Az eredeti cikk szerkesztőit annak laptörténete sorolja fel. Ez a jelzés csupán a megfogalmazás eredetét és a szerzői jogokat jelzi, nem szolgál a cikkben szereplő információk forrásmegjelöléseként.